# Крик павлина (фильм)
«Крик павлина» — советский фильм 1982 года по мотивам рассказа Леонида Жуховицкого «Летайте самолетами», снятый на киностудии «Арменфильм» режиссёрами Суреном Бабаяном и Михаилом Довлатяном.

## Сюжет
Учёный-фармацевт Андрес Микаэлян работает над препаратом против одной из разновидностей лейкемии. Молодой учёный работает на пределе человеческих возможностей: юная Анушик нуждается в срочном лечении, и нужно спасти девушку.

## В ролях
- Владимир Кочарян — Андреас
- Татьяна Плотникова — Эмма
- Алина Ахназарянц — Ануш
- Галя Новенц — Анна
- Карен Джанибекян — немой
- Татьяна Махмурян — эпизод
- Левон Нерсесян — эпизод

## Критика
Киновед Альберт Гаспарян писал, что полнометражный дебют режиссёра С. Бабаяна «был встречен в среде армянских кинематографистов с откровенно иронической снисходительностью». 
Кинокритики резко раскритиковали фильм: кинокритик Андрей Плахов в журнале «Искусство кино», киновед Сурен Асмикян в своей монографии «Тесный кадр».

К фильму «Крик павлина» у нас немало претензий, и серьезных. Речь идет прежде всего о манерности режиссуры: мнимо многозначительный, нарочито усложненный язык в приложении к вполне ясному, даже элементарному содержанию, создает не лишенный пародийности «эффект» имитации так называемого «элитарного кино».— Армянское советское искусство на современном этапе. — Изд-во АН Армянской ССР, 1987.- 200 с. — с. 51-52